# 恋愛向上committee
「恋愛向上committee」（れんあいこうじょうコミッティー）は、麻生夏子の7枚目のシングル。2011年3月9日にLantisから発売された。

## 概要
前作「ダイヤモンドスター☆」から2ヶ月連続リリース第2弾であり、2011年2作目のシングル。表題曲「恋愛向上committee」は、OVA『バカとテストと召喚獣 〜祭〜』のオープニングテーマとして使用された。

## 収録曲
1. 恋愛向上committee [4:05]
作詞：こだまさおり、作曲・編曲：前山田健一
2. Sweet Sweet Sweets [3:29]
作詞・作曲：松井洋平、編曲：石川智
3. 恋愛向上committee（Instrumental）
4. Sweet Sweet Sweets （Instrumental）